# Kyriákos Pittákis
Kyriákos Pittákis (en grec moderne : Κυριάκος Πιττάκης), né à Psyrí (Athènes) en 1798 et mort le 23 octobre 1863 à Athènes, était un archéologue grec, premier éphore des antiquités d'Athènes et fondateur de la Société archéologique d'Athènes.
Il fut l'élève de Louis-François-Sébastien Fauvel qui l'initia à l'archéologie.
Combattant pendant la guerre d'indépendance grecque, il aurait, durant un des sièges de l'Acropole durant la guerre d'indépendance grecque envoyé des munitions aux Ottomans assiégés après avoir appris qu'ils fondaient le plomb du Parthénon pour se confectionner des balles.
Il étudia à l'académie ionienne. Après l'indépendance de la Grèce, il devint le premier éphore des antiquités d'Athènes. À ce titre, il participa à la restauration de l'Érechthéion. Plus tard, il fut le premier à fouiller à Mycènes. Il y restaura la Porte des Lionnes.